# Пожарево (област Силистра)
 За другото българско село вижте Пожарево (Софийска област).  
Пожарево е село в Североизточна България. То се намира в община Тутракан, област Силистра.
Старото име на селото е Български косуй. През 1942 г. то е прекръстено на Генерал Драганово в памет на генерал Драганов – командир на 1-ва Софийска дивизия, участвала в Тутраканската епопея. Името Пожарево селото носи от 1947 г.

## Редовни събития
Събор се провежда всяка година, обикновено 45 дена след Великден.

## Личности
- Генерал-майор Йордан Тодоров Йорданов – заместник-началник на отбраната до 2013 г., роден на 24.10.1954 г. в с. Пожарево, където е завършил и основното си образование.